# Jim Carroll
Jim Carroll, właśc. James Dennis Carroll (ur. 1 sierpnia 1949 w Nowym Jorku, zm. 11 września 2009 tamże) – amerykański pisarz, poeta, wokalista i autor tekstów.

## Życiorys
Urodził się w biednej dzielnicy Nowego Jorku, wychowywała go tylko matka. Należał do ulicznego gangu, brał udział w kradzieżach za co trafił do więzienia. Chodził do katolickiej szkoły. Był utalentowanym koszykarzem, należał do reprezentacji, jednak porzucił sport po tym jak za sprawą przyjaciół wpadł w uzależnienie od heroiny. Uciekł z domu, spał gdzie popadnie, kradł i prostytuował się by zdobyć pieniądze na narkotyki. W tym czasie pisał swój pamiętnik, wydany w 1978 pt. The Basketball Diaries, który stał się wstrząsającym świadectwem życia nowojorskiej ulicy. Uczęszczał na warsztaty poetyckie St. Mark's Poetry Project. Literacko zadebiutował mając 17 lat tomikiem wierszy Organic Trains. Udało mu się zerwać z zażywaniem narkotyków. W latach 70. XX wieku pracował dla Andy’ego Warhola, m.in. pomagając przy jego filmach. Wystąpił w filmach Przetrwać w Nowym Jorku i Nieprzyzwoity wydawca.

Jim Carroll zmarł 11 września 2009 roku na Manhattanie. Powodem śmierci był zawał serca.

## Twórczość
Wydał sześć tomów poezji i dwie książki - The Basketball Diaries (1987) i Forcied Entries. Był także założycielem i liderem punkrockowego zespołu Jim Carroll Band, w którym był wokalistą i autorem tekstów. Nagrał 6 płyt. Brał także udział w nagraniach innych zespołów, jego piosenki znajdują się na kilku kompilacjach.

### Poezja
- Organic Trains (1967)
- 4 Ups and 1 Down (1970)
- Living at the Movies (1973)
- The Book of Nods (1986)
- Fear of Dreaming (1993)
- Void of Course: Poems 1994–1997 (1998) ISBN 0-14-058909-0

### Dzienniki/Proza
- Przetrwać w Nowym Jorku, (The Basketball Diaries,1978, wyd. polskie Zysk i S-ka, Poznań 1997, tłum. Mirosław P. Jabłoński
- Forced Entries (1987)

## Albumy muzyczne

### Jim Carroll oraz Jim Carroll Band
- Catholic Boy (1980)
- Dry Dreams (1982)
- I Write Your Name (1983)
- A World Without Gravity: Best of The Jim Carroll Band (1993)
- Pools of Mercury (1998)
- Runaway EP (2000)

### Wykłady/Przemowy
- Rimbaud Lectures (1978)
- Naropa Institute (1986)
- Praying Mantis (1991) (Re-released 2008)
- The Basketball Diaries (1994)
- Curtis’s Charm (1996)
- Pools of Mercury (1998)

### Okładki
- Viva Zapata, 7 Year Bitch (1994)
- Put Your Tongue to the Rail, various artists (1999)

### Współpraca
- Club Ninja, Blue Öyster Cult (1986)
- Other Roads, Boz Scaggs (1988)
- Between Thought and Expression, Lou Reed (1992)
- ...And Out Come the Wolves, Rancid (1995)
- Feeling You Up, Truly (1997)
- Yes I Ram, Jon Tiven Group (1999)

### Kompilacje i ścieżki dźwiękowe z filmów z udziałem Carrolla
- Tuff Turf Soundtrack (1985)
- Back to the Streets: Celebrating the Music of Don Covay (1993)
- Sedated in the Eighties (1993)
- New Wave Dance Hits: Just Can’t Get Enough, Vol. 6 (1994)
- The Basketball Diaries Soundtrack (1995)
- WBCN Naked 2000 (2000)
- Dawn of the Dead (2004)

## Ekranizacja

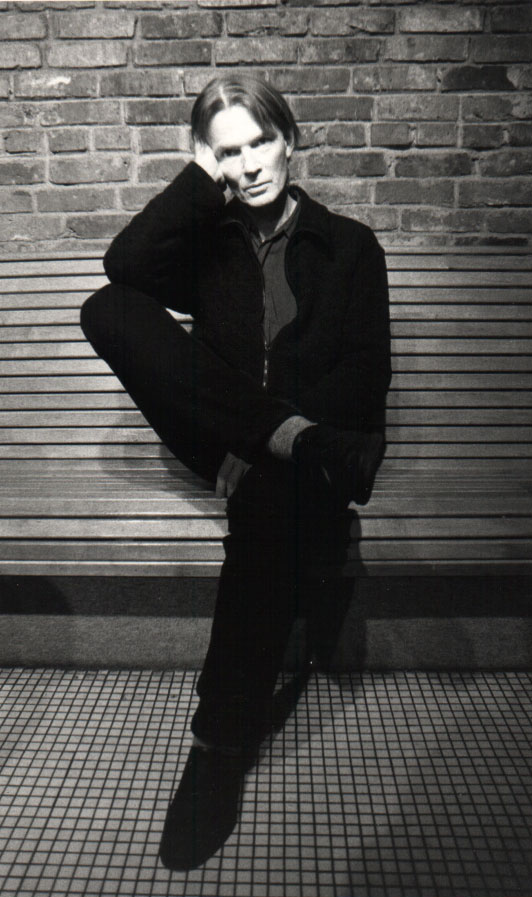
Jim Carroll, Seattle, (IX 2000)

Na podstawie The Basketball Diaries (polski tytuł Przetrwać w Nowym Jorku) powstał w 1995 roku film pod tym samym tytułem w reżyserii Scotta Calverta ze scenariuszem Bryana Goluboffa. Jima Carrolla zagrał Leonardo DiCaprio. Carroll wystąpił w epizodycznej roli Franky’ego Pinewatera.